# Liste der Kulturdenkmale in Laußig

Wappen von Laußig

In der Liste der Kulturdenkmale in Laußig sind die Kulturdenkmale der sächsischen Gemeinde Laußig verzeichnet, die bis September 2024 vom Landesamt für Denkmalpflege Sachsen erfasst wurden (ohne archäologische Kulturdenkmale). Die Anmerkungen sind zu beachten.
Diese Aufzählung ist eine Teilmenge der Liste der Kulturdenkmale im Landkreis Nordsachsen.

## Laußig
| Bild           | Bezeichnung | Lage                          | Datierung | Beschreibung | ID       |
| -------------- | --- | ----------------------------- | --- | --- | -------- |
| Weitere Bilder | Empfangsgebäude mit Stellwerk und technischer Ausstattung, Güterschuppen mit Laderampe, Signale, Hebelspannwerke und Telegraphenmasten | Am Bahnhof 2 (Karte)          | 1895 (Empfangsgebäude und Güterschuppen); 1960 (Stellwerk, Hebelspannwerke); 2. Drittel 20. Jahrhundert (Telegrafenmasten); 3. Drittel 20. Jahrhundert (Signale) | Empfangsgebäude Typenbau in regionaltypischer Klinkerbauweise mit Krüppelwalmdach, Stellwerk mit technischer Ausstattung und den damit verbundenen mechanischen Hebelspannwerken, Signalen und Telegraphenmasten entlang der Bahnstrecke Eilenburg-Pretzsch (Heidelandbahn), verkehrs-, technik- und ortsgeschichtlich von Bedeutung | 09306922 |
| Weitere Bilder | Denkmal für die Gefallenen des Ersten Weltkrieges                                                                                      | Denkmalstraße 1 (vor) (Karte) | Nach 1918 | Ortshistorische Bedeutung. Pfeiler in Kunststein auf quadratischem Grundriss über mehrstufigem Sockel, spitz zulaufender Abschluss mit reliefiertem Eisernem Kreuz, im Sockelbereich reliefierter Adler, Inschrift „Zur unvergänglichen Erinnerung ihrer im Weltkrieg 1914–1918 gefallenen Helden widmet diesen Ehrenstein die dankbare Gemeinde Laußig.“, allseitig Namensinschriften, rückseitig im Sockelbereich Dankspruch. | 08974087 |
| Weitere Bilder | Transformatorenstation | Dübener Straße (Karte)        | Um 1925 | Regionaltypisch hohe und schlanke Bauform, Zeugnis der Elektrifizierung, versorgungs- und technikgeschichtliche Bedeutung. Putzbau, Satteldach (Kronendeckung), Giebel verbrettert, Ecklisenen, Sockelbereich abgesetzt, originale Eisentür. | 08974088 |
| Weitere Bilder | Kirche mit Ausstattung, Kirchhof, Grabmal und straßenseitige Einfriedungsmauer                                                         | Hauptstraße 13 (Karte)        | Anfang 16. Jahrhundert, im Kern spätromanisch (Kirche); um 1800 (Grabmal)                                                                                        | Im Kern spätromanische Saalkirche, später nach Osten verlängert und Turmanbau, baugeschichtlich und ortsgeschichtlich von Bedeutung. - Kirche: verputzter Back- und Bruchsteinbau mit dreiseitigem Ostschluss und Westturm, im Kern spätromanische Saalkirche, Turm Ende 19. Jahrhundert (Schieferdeckung 1997) - Grabmal: Sandstein, toskanische Säule auf über Eck gestelltem Sockel mit Kämpferplatte und Urnenbekrönung, stilisierter Flammenabschluss, Vorderfläche großes Medaillon mit Inschrift, von Girlande teilweise umrahmt, Sternenfries unterhalb des Echinus, rückseitig umgekehrte Fackel, stark verwittert - Kapelle kein Denkmal (Neubau) | 08974089 |

## Authausen
| Bild           | Bezeichnung                                                                          | Lage                                | Datierung                                                                   | Beschreibung | ID       |
| -------------- | ------------------------------------------------------------------------------------ | ----------------------------------- | --------------------------------------------------------------------------- | --- | -------- |
| Weitere Bilder | Bockwindmühle Fiehn                                                                  | Görschlitzer Straße 7 (Karte)       | 1846                                                                        | Markantes Beispiel einer charakteristischen Bockwindmühle, von technikgeschichtlicher Bedeutung, landschaftsprägend. Bockwindmühle mit Satteldach einseitig mit Schopf (neu), Bock original, Ruten erneuert, vermutlich umgesetzt, Mahlmühle, benannt nach letztem Müllermeister, 1940 Mahltechnik letztmals erneuert und Mühle bis 1975 betrieben, 1993 Restaurierung des Gebäudes, bis auf Kammrad und Welle im Inneren keine Technik. Bei der „Fiehn-Mühle“ in Authausen handelt es sich um eine Bockwindmühle. Dieser nachweislich schon seit dem Mittelalter bekannte Typ wird auch als „Teutsche Windmühle“ bezeichnet, da er im deutschen Sprachraum besonders große Verbreitung fand. Die um 1846 errichtete Bockwindmühle besteht aus dem Bock, dem bedachten Mühlenkasten und dem Flügelkreuz. Der Bock, nach dem die Mühle ihren Namen hat, dient als tragender Fuß der Anlage. Er besteht aus steinernen Fundamenten, dem Schwellenkreuz, dem Bockgerüst (Sturmbänder), dem Sattel und dem Hausbaum. Auf dem senkrecht stehenden Hausbaum ruht, drehbar gelagert, der Mehlbalken. Um diese statisch wesentliche Konstruktion baut sich der Mühlenkasten auf. Wichtig ist auch der am Mühlenkasten befestigte Steert, mit dem man die Mühle von Hand in den Wind drehen kann. Der Mühlenkasten der Fiehn-Mühle wurde nach der Sanierung/Rekonstruktion 1993 museal hergerichtet. Von der technischen Einrichtung sind noch zwei Kammräder, die Bremsvorrichtung der Kammräder und die Flügelwelle (Rutenwelle) erhalten. Die Denkmaleigenschaft der Fiehn-Mühle in Authausen ergibt sich aus zum einen aus ihrem exemplarischen Wert für die die Entwicklung der in Deutschland weit verbreiteten Müllerei mit Bockwindmühlen, hier im 19. Jahrhundert. Hinzu kommt die landschaftsgestalterisch bemerkenswerte Ensemblewirkung mit der benachbarten „Ludwig-Mühle“. | 08974065 |
| Weitere Bilder | Bockwindmühle Ludwig mit Mühlentechnik                                               | Görschlitzer Straße 8 (Karte)       | Am Hausbaum bezeichnet mit 1713                                             | Markantes Beispiel einer charakteristischen Bockwindmühle, technikgeschichtlich bedeutend, besitzt dabei mit vergleichsweise vollständiger Ausstattung Seltenheitswert, zudem landschaftsprägend. Bock alt, Gehäuse neu, Satteldach, Dachhäuschen, Schindeldeckung, Ruten während letzter Sanierung erneuert, bis 1985 zum Schroten genutzt, bildet mit Bockwindmühle Görschlitzer Straße 7 Mühlen-Doppelstandort. Der Mühlenkasten der Ludwig-Mühle besteht aus insgesamt drei Böden. Der untere Boden wird von Hausbaum und Mehlbalken dominiert, während sich darüber die technische Ausstattung, wie Kammrad, Rutenwelle, Getriebe, Sackaufzug, Bremsvorrichtung, Mahlgang mit Rüttelschuh (als Schrotgang), Quetsche, Silo, Reinigung und Sichter konzentrieren. Ursprünglich waren zwei Mahlgänge vorhanden, deren Drehbewegungen von den Windmühlenflügeln bzw. -ruten einschließlich Rutenwelle über eine senkrechte Königswelle (nicht mehr erhalten) und Getriebe vermittelt wurden. Die Denkmaleigenschaft der Ludwig-Mühle in Authausen ergibt sich aus zum einen aus ihrem exemplarischen Wert für die die Entwicklung der in Deutschland weit verbreiteten Müllerei mit Bockwindmühlen insbesondere in der ersten Hälfte des 18. Jahrhunderts und zum anderen deren Seltenheitswert. Sie gehört zu den wenigen Windmühlen in Sachsen, die sich noch mit Ausstattung erhalten hat und dadurch die Funktionsweise mehr als andere derartige Objekte anschaulich vermitteln kann. Hinzu kommt die landschaftsgestalterisch bemerkenswerte Ensemblewirkung mit der benachbarten Fiehn-Mühle. | 08974066 |
| Weitere Bilder | Dorfkirche St. Maria Magdalena mit Ausstattung, Kirchhof mit Einfriedung und Grabmal | Kirchstraße 22 (Karte)              | 1. Hälfte 13. Jahrhundert (Kirche); bezeichnet mit 1686 (Grabplatte Hotter) | Spätromanische Chorturmkirche, baugeschichtlich und ortsgeschichtlich von Bedeutung, gut erhaltene Grabplatte des Frühbarock. - Kirche: spätromanischer Feld- und Bruchsteinbau mit Satteldach mit kleinem Dachreiter und eingezogenem, querrechteckigem Chorturm und Apsis mit Rundbogenfenster, Saalfenster neugotisch (1830) - Grabmal für Rittmeister Chistoph und Tochter Polyxemia Peck: Sandstein in Südaußenwand der Kirche eingelassen, Platte mit hängendem Tuch, das von zwei Engeln gehalten wird, im Tuch Inschriftenfeld (noch leserlich) - Einfriedung: Backstein, verputzt, mit Ziegeln abgedeckt, einzelne Pfeiler dazwischen | 08974021 |
| Weitere Bilder | Spritzenhaus und Schlauchturm                                                        | Kirchstraße 23 (neben) (Karte)      | Bezeichnet mit 1937                                                         | Ortsgeschichtlich und straßenbildprägend von Bedeutung. - Spritzenhaus: Putzbau, Satteldach (Biberschwanzdeckung), große Toreinfahrt und Speicherluke im Giebel, Sirene, schlecht saniert - Schlauchturm: Putzbau, mehrere Lüftungsöffnungen an der Südseite, Pyramidendach (Biberschwanzdeckung), abgetrepptes Traufgesims, schlecht saniert | 08974067 |
|                | Südliche Scheune eines Bauernhofes                                                   | Obere Hauptstraße 13 (Karte)        | 19. Jahrhundert                                                             | Lehmwellerbau, baugeschichtlich und wirtschaftsgeschichtlich von Bedeutung, ortsbildprägende Lage. Massive Lehmwellertechnik, Satteldach, hofseitig Biberschwanzdeckung, große Holztore, Holzfenster, auf Granitsteinsockel, Giebel verbrettert. | 08974068 |
| Weitere Bilder | Dorfrichterstein                                                                     | Obere Hauptstraße 13 (vor) (Karte)  | 18./19. Jahrhundert                                                         | Ortsgeschichtlich und rechtsgeschichtlich von Bedeutung. Schlichter, großer liegender Stein mit relativ flacher Oberfläche. | 08974027 |
|                | Ehemalige Schnitterkaserne, heute Wohnhaus                                           | Presseler Straße 5 (Karte)          | 2. Hälfte 19. Jahrhundert                                                   | Zusammenhängendes, geschlossenes Reihenwohnhaus mit weitgehend originaler Bausubstanz, ortsgeschichtlich und sozialgeschichtlich von Bedeutung. Eingeschossiger massiver Lehmbau, verputzt, auf Bruchsteinsockel mit Satteldach, Giebel in Klinkern (vermutlich um 1925 verändert), Rechteckfenster weitgehend original, hofseitig originale Hoftür und neue Toreinfahrt, alte Putzgliederung mt Bändern teilweise noch vorhanden. | 08974022 |
| Weitere Bilder | Pfarrhaus, Glockenturm und Einfriedung sowie Pfarrgarten                             | Untere Hauptstraße 62 (Karte)       | Mitte 19. Jahrhundert                                                       | Qualitätvoll gestalteter Klinkerbau, von baugeschichtlicher und ortsgeschichtlicher Bedeutung. - Pfarrhaus: eingeschossiger Klinkerbau mit Satteldach und Gauben (neu), Mittelrisalit mit Zwerchhaus und Giebelpodest und Okulus, Mezzanin mit kleinen Zwillingssegmentbogenfenstern, Segmentbogen in Portal und Fenstern, Freitreppe mit Sandsteinstufen und originaler Holztür (Oberlicht, Kassettenfelder und Beschlag), abgetrepptes Traufgesims, giebelseitig zwei originale Holzfenster (neu saniert: Dach und Fugen) - niedriger Glockenturm: auf konischen Eckpfeilern ruhendes Walmdach (Biberschwanzdeckung), offener Dachstuhl mit drei Glocken, Aufhängung in Fachwerkkonstruktion, Pfeiler verputzt - Einfriedung: Klinkerpfeiler auf Natursteinsockel mit Staketenzaun. | 08974026 |
|                | Denkmal für die Gefallenen des Ersten Weltkrieges                                    | Untere Hauptstraße 62 (vor) (Karte) | Nach 1918                                                                   | Ortsgeschichtlich von Bedeutung. Hoher länglicher Porphyrgranitpfeiler, sich konisch nach oben verjüngend, auf Kunststeinsockel, oberer Abschluss mit gekehlter Kämpferplatte, von Plastik bekrönt (sitzender Löwe mit einer Tatze auf Soldatenhelm), seitlich reliefierte Lorbeergirlanden und Namensaufzählung, schmale Vorderseite mit Inschrift „1914-1918. Für uns. Die dankbare Gemeinde Authausen“, rückseitig eisernes Kreuz, von Pflanzenanlage umgeben. | 08974025 |
|                | Auszugshaus                                                                          | Untere Hauptstraße 65 (Karte)       | Um 1860                                                                     | Authentisches Beispiel eines Auszugshauses in Lehmwellerbauweise, baugeschichtlich und sozialgeschichtlich von Bedeutung. Massives Lehmwellerhaus mit Satteldach, verputzte Fassade, Giebelseite mit Fachwerkkonstruktion, unverputzt, in Fassade Segmentbogenfenster mit originaler Sprossung, Gliederung mit Putzfaschen und -bändern. | 08974023 |
|                | Wohnhaus                                                                             | Untere Hauptstraße 67 (Karte)       | Um 1850                                                                     | Lehmwellerbau mit Mansarddach und Gauben, baugeschichtlich und sozialgeschichtlich von Bedeutung. Eingeschossiger massiver Bau, verputzt (Rückseite unverputzt), originale Holztraufe und Fenster (in Vorderseite und Gaupen), im Giebel halbrundes Fenster, mittiges Fenster vergrößert, Fenster im Erdgeschoss auf gemeinsamer Sohlbank, mit Fensterläden, Giebelseite verziegelt, Reste der Putzgliederung mit Bändern und Faschen vorhanden. | 08974024 |

## Durchwehna
| Bild                                    | Bezeichnung | Lage                                       | Datierung                                                                                        | Beschreibung | ID       |
| --------------------------------------- | --- | ------------------------------------------ | ------------------------------------------------------------------------------------------------ | --- | -------- |
| Direkt Bild zu diesem Denkmal hochladen | Eisenbahnbrücke | (Flur 7, Flurstück 5) (Karte)              | Anfang 20. Jahrhundert                                                                           | Streckentypische Bogenbrücke an der Bahnstrecke Pretzsch–Eilenburg (Heidelandbahn), eisenbahngeschichtlich und technikgeschichtlich von Bedeutung. Sandsteinquadermauerwerk, Bogen in gelbem Klinker gemauert, Geländer später. | 08974163 |
| Weitere Bilder                          | Wasserwerk und Einfriedung | (Flur 7, Flurstücke 36/1 und 7/22) (Karte) | 1955/1958                                                                                        | Qualitätvolles, singuläres Beispiel hervorragender architektonischer Gestaltung eines technischen Nutzbaus der Nachkriegszeit, baugeschichtlich und technikgeschichtlich von Bedeutung. - Wasserwerk mit Maschinenhalle, Filterhalle, Sozialtrakt, Verwaltungstrakt und Druckstoßanlage: in monolithischer Komplexbauweise errichtet, Ziegelbau mit Stahlbetonkonstruktion, verputzt, roter Klinkersockel, Fassade mit halbrunder Vorhalle, darüber mittig Rundfenster, beidseitig je fünf Fensterachsen, Vorhalle mit Portal in rotem Kunststein und seitlich hohen Fenstern, umlaufend auskragendes Traufgesims, rückwärtige Trakte viergeschossig, seitlich Druckstoßanlage, innen originale Einrichtung, Ausstattung und Produktionsmittel erhalten (vor 2017 technische Ausstattung gestohlen/verloren gegangen), allgemein sanierter Zustand (Fenster, Türen, Putz und Dämmung neu) - Einfriedung: Sockel aus roten Granitbossen (Granit), darauf verputzte quadratische Pfeiler mit Eisengitterzaun und -tor (original), Abdeckungsplatten neu - Pförtnerhaus: eingeschossiger kleiner verputzter Ziegelbau mit Durchgang und großen Fensterflächen; Abbruch vor 2017 - gegenüberliegend altes Wasserwerk von 1930 mit Tarnbepflanzung auf dem Dach kein Denkmal | 08972845 |
| Direkt Bild zu diesem Denkmal hochladen | Soldatengrab | (Flur 9, Flurstück 17/3) (Karte)           | Nach 1945                                                                                        | Ortsgeschichtlich von Bedeutung. Hölzernes Kreuz mit eisernem Helm bekrönt, davor Stein mit Inschrift „gest. April 1945, 14 Jahre“, Anlage mit steinumkränztem Beet (Topfpflanzen) und vier Birken. | 08974054 |
| Direkt Bild zu diesem Denkmal hochladen | Lager Heide (Sachgesamtheit) | (Flur 7, Flurstück 29/13) (Karte)          | 1939–1945                                                                                        | Sachgesamtheit Lager Heide: Gelände mit Wegesystem und Resten der Gebäude (Sachgesamtheitsteile); ehemaliges Zwangsarbeiterlager, zahlreiche Fundamente der einzelnen Lagergebäude in Ziegelmauerwerk und Beton, auch Zeugnisse der technischen Ausrüstung wie Telefonpfosten, weiterhin Latrinen, Bunkeranlagen und Splittergräben, zeitgeschichtliche Bedeutung. Von den Anlagen des Lagers vorwiegend Gebäudefundamente (Unterkunftsbaracken, Wirtschafts- und Funktionsgebäude, Gemeinschaftshaus), weiterhin das die Gebäude verbindende Wegesystem sowie Pfosten für Meldetelefon, Bunkerreste und Grabenanlagen erhalten. - 1935/36 als Bereitschaftslager für die Bauarbeiter der Deutschen Sprengstoffchemie Moschwig (DSCM) errichtet - ab 1942 zum Zwangsarbeitslager für osteuropäische Arbeitskräfte umfunktioniert und erweitert, Sicherung durch Werkschutz und Umzäunung mit Stacheldraht - 1943 1.347 Menschen im Lager, davon 97,5 % Ostarbeiter aus der Ukraine, schwere Arbeitsbedingungen und schlechte Lebensverhältnisse - April 1945 Auflösung, Flucht des Wachpersonals Das Lager Heide ist ein Zeugnis der menschenverachtenden, auf Eroberung und Ausbeutung gerichteten Politik des NS-Regimes, es verweist darauf, dass in der Durchsetzung der diktatorischen Verhältnisse und in den kriegerischen Planungen des NS-Staates das Lagersystem eine wichtige Rolle spielte. Es zeigt, dass neben den Konzentrationslagern, die die schlimmste Organisationsform innerhalb des Unterdrückungsapparats darstellten, noch verschiedene andere Lagertypen (Zwangsarbeiterlager wie hier oder Arbeitserziehungslager an anderer Stelle) existierten. Das Lager Heide zeugt von der Funktionsweise eines Zwangsarbeitslagers und den Lebensverhältnissen seiner Insassen. Aus diesen Gründen erlangt das Objekt einen hohen zeitgeschichtlichen Aussage- und Dokumentationswert. | 09304316 |
| Direkt Bild zu diesem Denkmal hochladen | Wohnhaus eines Dreiseithofes | Am Anger 5 (Karte)                         | Um 1900                                                                                          | Architektonisch qualitätvoller Gründerzeitbau von baugeschichtlicher Bedeutung. Zweigeschossiger gelber Klinkerbau mit Satteldach auf Granitsockel, Segmentbogenfenster mit Birnstabgewänden, Sohlbänke auf Konsolen, Gliederung mit Ecklisenen, typische Gestaltung der Fassade mit dunkelbraunen Klinkern in Bändern, Zahnschnittgurtgesims, Verdachungen und Traufgesims, schmuckvolle Giebelseite, Fenster neu. | 08974080 |
| Direkt Bild zu diesem Denkmal hochladen | Acht Grenzsteine | Friedrichshütte (Karte)                    | Um 1795                                                                                          | Von landesgeschichtlicher Bedeutung als Zeugnis eines ehemaligen Grenzverlaufes. Grenzsteine aus Sandstein auf quadratischem Grundriss mit halbrundem Abschluss, teilweise tief im Boden vergraben, mit gekreuzten Schwertern, eingehauener Nummerierung und Initialen: - Nummer 1: vorderseitig (vs) gekreuzte Schwerter - vermutlich Nummer 6 (schwer lesbar) - Nummer 2: vs: gekreuzte Schwerter - Nummer 55: rückseitig (rs): GK rs: GK, - Nummer 3: vs: gekreuzte Schwerter - Nummer 53, rs: GK - Nummer 4: vs: gekreuzte Schwerter - Nummer 54, rs: GK - Nummer 5: vs: gekreuzte Schwerter, AD, RS: AD - Nummer 6: rs: gekreuzte Schwerter, vs: C - Nummer 7: rs: gekreuzte Schwerter, seitlich: vermutlich Nummer 10 - Nummer 8: vs: gekreuzte Schwerter, rs: S - seitlich: vermutlich Nummer 9 (stark verwittert) | 08974160 |
| Direkt Bild zu diesem Denkmal hochladen | Wohnhaus | Friedrichshütte (Karte)                    | Anfang 18. Jahrhundert und später                                                                | In Lage und Struktur ursprünglich erhalten gebliebenes Wohnhaus für Mitarbeiter der ehemaligen Pecherei, baugeschichtlich, ortsgeschichtlich und sozialgeschichtlich von Bedeutung. Eingeschossiges langgestrecktes Gebäude mit Satteldach, Fachwerk nur teilweise, zur Hälfte massiv, verputzt, Gefache vermutlich in Ziegel, verputzt. Späterer Schuppenanbau, kein Denkmal. | 08974162 |
|                                         | Wegestein | Friedrichshütte (Karte)                    | 19. Jahrhundert                                                                                  | Markante Ecklage am Ortsausgang nach Kossa, verkehrsgeschichtlich von Bedeutung. Sandstein, quadratischer Pfeiler ca. 1 m hoch mit flachem Pyramidenabschluss, Schriftzüge „Kossa“ und „Durchwehna“ mit Richtungspfeil eingehauen und mit schwarzer Farbe ausgestrichen. | 08974166 |
| Direkt Bild zu diesem Denkmal hochladen | Wohnhaus | Friedrichshütte (Karte)                    | Anfang 18. Jahrhundert und später                                                                | In Lage und Struktur ursprünglich erhalten gebliebenes Wohnhaus für Mitarbeiter der ehemaligen Pecherei, baugeschichtlich, ortsgeschichtlich und sozialgeschichtlich von Bedeutung. Eingeschossiges langgestrecktes Gebäude mit Satteldach, in Fachwerkkonstruktion mit verputzten Gefachen (vermutlich auf Ziegel), Giebelseiten verbrettert, originale Tür- und Fenstergewände, Schlagläden, vermutlich originaler Dachstuhl. | 08974161 |
| Direkt Bild zu diesem Denkmal hochladen | Forsthaus mit Seitengebäude und Backhaus | Friedrichshütte 1 (Karte)                  | Um 1930                                                                                          | Forsthaus als markantes Gebäude im Heimatstil mit Fachwerkkonstruktion in Waldlage von baugeschichtlicher Bedeutung, seltenes Backhaus. - Forsthaus: eingeschossig, Satteldach mit Kastengaube (Biberschwanzdeckung), Frackdach über Anbau, Klinkersockel, Fachwerkgefache verputzt, verbretterte Giebel, Konsoltraufgesims an Traufseite, originale Bausubstanz: Fenster (teilweise), Fensterläden, Granitstufen; Tür neu, Zustand gut - Stallscheune: Ziegelbau, verputzt, Satteldach (neu), Fachwerk im Giebel, originale Fenster, aus Holz Luken- und Stalltüren (teilweise), getrepptes Traufgesims, seitliches Garagentor neu, Zustand saniert - Backhaus (saniert): dreiteilig, größeres Vorderteil: Ziegel verputzt, Satteldach (Biberschwanzdeckung), Speicherluke im Giebel, Holztür, Mittelteil: Klinkerbauweise mit Schornstein und kleinem Anbau, Satteldach (Biberschwanzdeckung), kleines schmales Segmentbogenfenster | 08974165 |
| Direkt Bild zu diesem Denkmal hochladen | Pecherei mit Pechmeiler und angrenzender Feuerschutzhütte, drei Kohlenmeilern, einem Destillationsgebäude und ruinöser Feuerschutzhütte (Pechmeilerei Friedrichshütte) | Friedrichshütte 2 (Karte)                  | 1696 und später                                                                                  | Seltenes, zusammenhängendes technisches Denkmal als gutes Beispiel der produktionstechnischen Entwicklung einer Pecherei von technikgeschichtlicher und ortsgeschichtlicher Bedeutung, zugleich singuläre Bedeutung aufgrund der bienenkorbförmigen der Kohlenmeiler. Geschichte bis ins 16. Jahrhundert gehend, Bedeutung im 19. Jahrhundert, nach 1831 Durchwehnaer Pechhütte von Friedrich Schlobach, der neues Verfahren entwickelte und als Patent angemeldet hat (Vorbild für andere), 1892 von Georg Moebis übernommen „Holzverkohlungs-Kienteer-Schwelerei-Etablissement“, Umbenennung in Friedrichshütte, 1952 stillgelegt. - kleiner Pechmeiler mit Feuerschutzhütte und Holzvorratsschuppen: gelber Klinkerbau auf rundem Grundriss, konisch nach oben verjüngend (Kegelstumpf), zur Sicherung später mit Stahlkonstruktion ummantelt, Rauchabzug zerstört, (Klinker vermutlich 19. Jahrhundert, urkundlich erwähnt 1696, bis 1952 in Betrieb), Feuerschutzhütte später - großer Pechmeiler mit Feuerschutzhütte: gelber Klinkerbau, ruinös, nur noch Ansatz sichtbar (bis 1916 in Betrieb), drei Kohlenmeiler in einmaliger Bienenkorbform, Ziegelstein, verputzt, weißgekalkt, Stützpfeiler vermutlich Beton, Sicherung mit mehrfachen Bandeisen, mit Feuerungsöffnungen und Rauchabzügen, begehbare Plattform aus Holz über den Meilern, etwas zurückliegende Sanierung (1943 errichtet, bis 1952 in Betrieb) - Destillationsanlage: in gelben Klinkern | 08974164 |
| Weitere Bilder                          | Gedenkstätte für die Opfer des Faschismus mit gestalteter Freifläche                                                                                                   | Söllichauer Straße (Karte)                 | Nach 1960                                                                                        | Begräbnisort von 60 getöteten Häftlingen, zur Erinnerung an die Opfer des Todesmarsches der KZ-Häftlinge des Lagers Neu-Stassfurt, historische Bedeutung. Sich nach unter verjüngender, direkt am Straßenrand befindlicher, scharrierter Betonsteinpfeiler, Inschrift „Nie wieder“. Anlage: unmittelbar neben dem Pfeiler entlang führender Weg in den Wald (ca. 60 m) zur eigentlichen Gedenkstätte, Weg und Anlage mit Granitplatten ausgelegt, Betonsteinpfeiler mit Pfeil auf Inschrift „sie starben schuldlos und aufrecht weil sie der Lüge nicht ihr Haupt geneigt“, darunter Tafel mit Inschrift „Todesmarsch der KZ-Häftlinge des Lagers Neu-Stassfurt“, dreieckförmiges mit Betonsteinrahmung versehenes Beet (Koniferen, Tulpen usw.), zwei Fahnenstangen. Anlage ist Pendant zur Gedenkstätte des Friedhofes in Kossa. | 08974182 |
| Weitere Bilder                          | Dorfkirche und Kirchhof Durchwehna (Sachgesamtheit) | Söllichauer Straße (Karte)                 | 17.–19. Jahrhundert                                                                              | Sachgesamtheit Dorfkirche und Kirchhof Durchwehna, mit folgenden Einzeldenkmalen: Kirche mit Ausstattung, Kirchhof, acht Grabmale, Denkmal für die Gefallenen des Ersten Weltkrieges und Kirchhofseinfriedung (siehe Einzeldenkmal 08974085) sowie Kirchhof als Sachgesamtheitsteil; im Dorfkern befindliche romanische Saalkirche, baugeschichtlich und ortsgeschichtlich von Bedeutung, qualitätvolle Grabmale des 18./19. Jahrhunderts mit ortshistorischer Relevanz | 09304852 |
| Direkt Bild zu diesem Denkmal hochladen | Kirche mit Ausstattung, Kirchhof, acht Grabmale, Denkmal für die Gefallenen des Ersten Weltkrieges und Kirchhofseinfriedung (Einzeldenkmale zu ID-Nr. 09304852)        | Söllichauer Straße (Karte)                 | 13. Jahrhundert (Kirche); 18. Jahrhundert/19. Jahrhundert (Grabmale); nach 1918 (Kriegerdenkmal) | Einzeldenkmale der Sachgesamtheit Dorfkirche und Kirchhof Durchwehna; im Dorfkern befindliche romanische Saalkirche, baugeschichtlich und ortsgeschichtlich von Bedeutung, qualitätvolle Grabmale des 18./19. Jahrhunderts mit ortshistorischer Relevanz. - Kirche: spätromanische Saalkirche, Feld- und Backsteinbau mit geradem Ostschluss, Westturm über quadratischem Grundriss mit oktogonalem Glockengeschoss und geschweiftem Turmhelm (1767) an der Nordseite vermauertes Rundbogenportal - Grabmale: - drei Grabmale der Familie Frömmichen (bezeichnet mit 1884, Ende 19. Jahrhundert): Sandsteinstelen auf grob behauenen Sockeln, beidseitig Inschrifttafeln, von Efeu umrankt, Abschluss durch Kreuz in Holzimitat, das von Palmwedel, Anker und Tau umwunden wird, Grabmale sind typengleich, teilweise sind Platten mit Inschriften den Grabmalen vorgelagert, dem dritten Grabmal fehlt die Bekrönung, teilweise sehr verwittert - Grabmal Hensel (bezeichnet mit 1842): Sandsteinpfeiler auf Podest, Abdeckung durch Platte, herausgearbeitetes Medaillon mit Sonne, Kreuz, Anker, Inschriften und Umrahmung durch Lorbeerkranz, unterhalb der Verdachung umlaufender Sternenfries, Bekrönung fehlt vermutlich - vier Grabmale der Familie Schlohbach (18.–20. Jahrhundert): Sandsteinpfeiler (Mitte 19. Jahrhundert) auf mehrstufigem Sockel, Abschluss durch Platte, Bekrönung durch Kreuz, unterhalb der Abdeckplatte umlaufender Sternenfries, kannelierte Sandsteinsäule (um 1800) mit Urnenbekrönung, auf dem Säulenschaft ovales Medaillon mit Schleife (rückseitiges schlichter), zwischen letzteren Grabmalen zwei liegende Sandsteingrabplatten (19. Jahrhundert) - Kriegerdenkmal (nach 1918): hohe Granitstele mit herausgearbeitetem Kreuz und Lorbeerkranz, eisernes Kreuz als Abschluss, Namen der Gefallenen als Inschriften und „Dem Gedenken...“ (unleserlich)      | 08974085 |
| Direkt Bild zu diesem Denkmal hochladen | Auszugshaus eines Gehöfts | Söllichauer Straße 31 (Karte)              | 2. Hälfte 19. Jahrhundert                                                                        | Putzbau mit weitgehend erhaltener Originalsubstanz, baugeschichtlich und sozialgeschichtlich von Bedeutung. Eingeschossig, Satteldach (Biberschwanzdeckung), erhaltene Putzgliederung (Faschen, Eckbossen), originale Segmentbogenfenster und Portal, abgestuftes Traufgesims. | 08974079 |

## Görschlitz
| Bild           | Bezeichnung | Lage                                 | Datierung                                      | Beschreibung | ID       |
| -------------- | --- | ------------------------------------ | ---------------------------------------------- | --- | -------- |
|                | Ehemalige Jugendherberge                                                                                        | Dorfstraße 21 (Karte)                | 1933                                           | Zeittypischer Fachwerkbau, baugeschichtlich, ortsgeschichtlich und ortsbildprägend von Bedeutung. Eingeschossig auf winkelförmigem Grundriss, Satteldach mit Kastengauben, Granitsteinsockel, Gefache in Ziegel, verputzt, originales Portal mit dreistufiger Freitreppe, hochrechteckige Fenster, hoher Sichtgiebel, rückseitig originale Fenster. | 08974095 |
|                | Wohnhaus | Dorfstraße 33 (Karte)                | 1. Hälfte 19. Jahrhundert und später           | Verputzter Lehmwellerbau, baugeschichtlich und sozialgeschichtlich von Bedeutung. Eingeschossig, Satteldach, verputzt, Segmentbogenfenster, Tür verändert, Putzgliederung (original) erhalten in Form von Faschen und geometrisierenden Formen über den Fenstern, Giebel hoch geziegelt. | 08974093 |
| Weitere Bilder | Kirche mit Ausstattung, Kirchhof mit Kirchhofseinfriedung und Denkmal für die Gefallenen des Ersten Weltkrieges | Dorfstraße 51 (Karte)                | 1597/1598 (Kirche); nach 1918 (Kriegerdenkmal) | Kleine Saalkirche, verputzter Ziegelbau mit Westturm, baugeschichtlich und ortsgeschichtlich von Bedeutung. - Kirche: verputzter Backsteinbau mit dreiseitigem Ostschluss, Spitzbogenportal von 1848, quadratischer Westturm in roten Klinkern mit spitzem Kegeldach von 1870, vermutlich auf älterem Vorgängerbau - Kriegerdenkmal: Beuchaer Granitstele mit spitzem Abschluss, grob behauen, glatt ausgemeißelte Tafel mit Inschrift und darüberliegendem Lorbeerkranz, im Abschluss Eisernes Kreuz mit Jahreszahl (1914–1918), Inschrift unterhalb der Tafel „Für Treue und Pflicht Du Volk, vergiß es nicht. Die dankbare Gemeinde“, umgebende Anlage mit Pflanzung - Einfriedung: verputztes Ziegelmauerwerk mit Pfeilern und Abdeckung, teilweise Eisenzaun | 08974092 |
|                | Wohnhaus eines Mühlenanwesens                                                                                   | Söllichauer Straße 6 (neben) (Karte) | Um 1830                                        | Als ehemaliges Mühlgut von ortshistorischem Interesse, baugeschichtlich von Bedeutung. Eingeschossiger Ziegelbau verputzt, Krüppelwalmdach mit Kastengaube, alte Haustür, Holztraufe, alte Fenster, Ostgiebel Sichtziegel, Westgiebel Fachwerkgiebel, rechtes Fenster zugesetzt, Anbau kein Denkmal, Mühle 1958 abgebaut. | 08974090 |

## Gruna
| Bild           | Bezeichnung                                                                         | Lage                 | Datierung                                                                                        | Beschreibung | ID       |
| -------------- | ----------------------------------------------------------------------------------- | -------------------- | ------------------------------------------------------------------------------------------------ | --- | -------- |
| Weitere Bilder | Kirche mit Ausstattung und Kriegerdenkmal                                           | Dorfstraße (Karte)   | 1715 (Kirche); nach 1918 (Kriegerdenkmal)                                                        | Barocke Chorturmkirche, baugeschichtlich und ortsgeschichtlich von Bedeutung. - Kirche: verputzter Backsteinbau, eingezogener querrechteckiger Chorturm gerade geschlossen, Sakristei an der Ostwand, Außenwände des Baus durch pilasterartige Ecklisenen gegliedert, darüber umlaufendes Gebälk, Turmdach und Laterne nach Brand 1911 wiederhergestellt, leerstehend - Kriegerdenkmal: rötliche Granitstele an der Kirchenaußenmauer, umwunden von reliefartig ausgemeißeltem Lorbeerkranz, im oberen Drittel querlaufendes Inschriftenband (schwer lesbar), darüber abschließend Helm und Eichenlaub | 08974098 |
| Weitere Bilder | Rittergut Gruna (Sachgesamtheit)                                                    | Dorfstraße 1 (Karte) | Ende 13. Jahrhundert/14. Jahrhundert (Burgberg); 4. Viertel 19. Jahrhundert (Wirtschaftsgebäude) | Sachgesamtheit Rittergut Gruna mit folgenden Einzeldenkmalen: Herrenhaus und Wehrturm, sogenannter Wendenturm (siehe Einzeldenkmal 08974167) sowie drei Wirtschaftsgebäude über L-förmigem Grundriss, Wirtschaftshof und Burgberg der ehemaligen Wehranlage als Sachgesamtheitsteile; Gebäudegruppe von besonderer baugeschichtlicher und ortsgeschichtlicher Bedeutung, mit dem stattlichen Wehrturm in Landschaftsbild prägender Lage. Der Wirtschaftshof befindet sich gegenüber dem Herrenhaus auf der gegenüberliegender Straßenseite, die drei Wirtschaftsgebäude über L-förmigem Grundriss, eingeschossige Klinkerbauten mit Drempel, zum Teil Scheibenfries im Drempelbereich, Satteldächer, ein Dacherker. | 09305098 |
| Weitere Bilder | Herrenhaus und Wehrturm (sogenannter Wendenturm), Einzeldenkmale zu ID-Nr. 08974167 | Dorfstraße 1 (Karte) | 14. Jahrhundert (Wehrturm); bezeichnet mit 1697 (Herrenhaus)                                     | Einzeldenkmale der Sachgesamtheit Rittergut Gruna; Gebäudegruppe von besonderer baugeschichtlicher und ortsgeschichtlicher Bedeutung, mit dem stattlichen Wehrturm in Landschaftsbild prägender Lage. - Herrenhaus: zweigeschossiger, lang gestreckter Ziegelbau, verputzt, Satteldach, hofseitig siebenachsiger Mittelrisalit mit Dreieckgiebel, einseitige Freitreppe, Portal mit Wappentafel in hervorragender künstlicher Qualität, Gartenseite Sitznischenportal mit mehrfach profilierter Archivolte und Scheitelkartusche in Knorpelwerk (bezeichnet mit 1697), originale Holztür mit Oberlicht in originaler Sprossung, über Portal Wappenrelieftafel in Sandstein, Keller original (teilweise) mit Tonnengewölbe - östlich anschließend Wehrturm auf quadratischem Grundriss (sogenannter Wendenturm): Bruchsteinfundament, Backsteinbau mit Segmentbogenfenstern und zugesetzten Rundbogenfenstern, Walmdach mit Biberschwanzdeckung, im Erdgeschoss flaches Tonnengewölbe - einzelner Stalltrakt: rote Klinkerbauweise mit Satteldach, Segmentbogenfenster und -türen, Gurtgesims mit Schmuckfries, im Drempel quadratische Blindfenster. Später teilweise verändert durch Garagentoreinbauten und Speicherluken, im anschließenden Stall Zwerchhaus, die Hofstruktur ist in ihrer Geschlossenheit zerstört | 08974167 |

## Kossa
| Bild                                    | Bezeichnung | Lage                          | Datierung | Beschreibung | ID       |
| --------------------------------------- | --- | ----------------------------- | --- | --- | -------- |
| Weitere Bilder                          | Wasserturm | Authausener Straße (Karte)    | Um 1870 | Klinkerbau mit Ecklisenen und Zeltdach, baugeschichtlich und technik- und versorgungsgeschichtlich von Bedeutung. Gelber Klinkersockel, verputzt, Wände in roten Klinkern Putzreste, Gliederung mit Ecklisenen und abgestuftem Kranzgesims, Aufbau zurückgesetzt, in Fachwerk mit Klinkerausfachung, Gefache geputzt, Pyramidendach (Biberschwanzdeckung) im Schweizer Stil mit Bekrönung. | 08974075 |
|                                         | Transformatorenstation | Authausener Straße (Karte)    | Um 1920/1925 | Regionaltypische schlanke, hohe Bauform, Putzbau mit Klinkerlisenen mit Zeltdach, Zeugnis der Elektrifizierung, baugeschichtlich und technik- und versorgungsgeschichtlich von Bedeutung. Ziegelbau, verputzter Sockel, Pyramidendach (Biberschwanzdeckung), Ecklisenen und Konsoltraufgesims in rotem Klinker, Rücklagen verputzt, Eisentür original. | 08974074 |
| Weitere Bilder                          | NVA-Ausweichgefechtsstand Söllichau, Militär-Museum Kossa (Sachgesamtheit) | Dahlenberger Straße 1 (Karte) | 1976–1979 | Sachgesamtheit NVA-Ausweichgefechtsstand mit folgenden Einzeldenkmalen: sechs Bunkeranlagen, Funktionsgebäude, Einfriedung, Flächenantenne, gedeckten Stellungen, Wegenetz sowie sämtliche originale Ausstattungsgegenstände (siehe Einzeldenkmal 09256885); einzige mit sämtlicher Ausstattung und Technik erhaltene Anlage dieser Art, geschichtlich und technikgeschichtlich von Bedeutung. Auf dem Gelände ehemaliger Sprengstofffabrikation (1936, 1945 gesprengt), 1976 errichteter NVA-Ausweichgefechtsstand, Bundeswehrnutzung 1990–1993, insgesamt vier Anlagen dieser Art: zwei im Norden privatisiert und leer geräumt, Zwickau-Mosel ungenutzt, Kosten ca. 1 Mio. Mark, von hier aus wäre im Kriegsfall eine Armee des Warschauer Vertrages befehligt worden, zurzeit in Verwaltung Bundesvermögensamt, Renaturierungskosten mehr als 50 Mio. DM. Bestandteile der Anlage: - 01 Transformatorenstation - 02 Fahrrad- und Motorradschuppen - 03 Wachgebäude - 04 Wirtschaftsgebäude - 05 Mehrzweckgebäude/Unterkunftsgebäude - 06 Werkstatt, Garage, Lager - 07 Hochspannungszelle - 08 –13 Fertigteilbunker - 14 Löschgerätehaus - 15 Muni-Lagerhaus - 16 Schaltschacht I - 17 Schaltschacht II - 18 Fertigteilbunker - 19 Schaltschacht Ri Fus - 20 Schaltschacht Trop Fus - 21 Fasslager - 22 Mehrzweckgebäude | 09304741 |
| Weitere Bilder                          | Sechs Bunkeranlagen, Funktionsgebäude, Einfriedung, Flächenantenne, gedeckten Stellungen, Wegenetz sowie sämtliche originale Ausstattungsgegenstände (Einzeldenkmale zu ID-Nr. 09304741)                                 | Dahlenberger Straße 1 (Karte) | 1976–1979 | Einzeldenkmale der Sachgesamtheit NVA-Ausweichgefechtsstand; einzige mit sämtlicher Ausstattung und Technik erhaltene Anlage dieser Art, geschichtlich und technikgeschichtlich von Bedeutung | 09256885 |
|                                         | Auszugshaus (mit Tordurchfahrt) eines Vierseithofes | Dorfstraße 17 (Karte)         | Bezeichnet mit 1871 | Im Ort seltenes Torhaus in Kombination mit Altenteil, von baugeschichtlicher und straßenbildprägender Bedeutung. Eingeschossiger roter Klinkerbau mit Satteldach und Fledermausgaube (größtenteils handgestrichene Biberschwanzziegel) seitlich große Tordurchfahrt, mittig kleineres Tor, Segmentbogenfenster, kleine Speicherluke mit Zwerchhausgiebel, Gliederung mit umlaufendem und als Torverdachung weiterführendes Gurtgesims, Konsoltraufgesims und Eckpodesten, im Giebel (westlich) zwei kleine Segmentbogenfenster, Tore aus Holz (teilweise neu), Fenster neu. | 08974077 |
|                                         | Scheune eines Vierseithofes | Dorfstraße 23 (Karte)         | Ende 19. Jahrhundert | Durchfahrtsscheune, landschaftstypischer Klinkerbau, baugeschichtlich und straßenbildprägend von Bedeutung. Roter Klinkerbau mit Satteldach, mittig hohes Holztor mit Segmentbogenabschluss, einfache Gliederung mit Sockel, Ecklisenen, Traufgesims und Dekorationen in gelben Klinker abgesetzt, sanierter Zustand, im Giebel Kreuzmotiv. | 08974069 |
| Weitere Bilder                          | Schlauchturm und Spritzenhaus | Dorfstraße 23 (neben) (Karte) | Um 1920/1925 | Als Ensemble in straßenraumprägender Lage erhaltenswert, ortsgeschichtlich von Bedeutung. - Schlauchturm: hoher schmaler, holzverkleideter Turm mit Pyramidendach (Biberschwanzdeckung), Tor mit geschmiedeten Beschlägen - Spritzenhaus: Mauerwerk aus gegossenen Betonsteinen in Form von Bossen, Satteldach, hölzernes Tor mit Balkensturz, Giebel verputzt | 08974073 |
| Weitere Bilder                          | Dorfkirche und Kirchhof Kossa (Sachgesamtheit) | Hauptstraße (Karte)           | 12. Jahrhundert/13. Jahrhundert | Sachgesamtheit Dorfkirche und Kirchhof Kossa, mit folgenden Einzeldenkmalen: Kirche mit Ausstattung und drei Grabmalen an der äußeren Kirchenwand, Grabkapelle, Gedenkstätte Zweiter Weltkrieg, Denkmal für die Gefallenen des Ersten Weltkrieges und Einfriedung (siehe Einzeldenkmale 08974078, gleiche Anschrift) sowie Kirchhof als Sachgesamtheitsteil; baugeschichtlich und ortsgeschichtlich von Bedeutung | 09304701 |
| Weitere Bilder                          | Kirche mit Ausstattung und drei Grabmalen an der äußeren Kirchenwand, Grabkapelle, Gedenkstätte Zweiter Weltkrieg, Denkmal für die Gefallenen des Ersten Weltkrieges und Einfriedung (Einzeldenkmale zu ID-Nr. 09304701) | Hauptstraße (Karte)           | 12. Jahrhundert/13. Jahrhundert (Kirche); 17./18. Jahrhundert (Grabmal); 1903 (Grabkapelle); nach 1918 (Kriegerdenkmal); 1970er Jahre (Mahn- und Gedenkstätte Franzosen) | Einzeldenkmale der Sachgesamtheit Dorfkirche und Kirchhof Kossa; lang gestreckte Saalkirche, Feldsteinbau mit dreiseitigem Ostschluss und Westturm mit Walmdach, baugeschichtlich und ortsgeschichtlich von Bedeutung. - Kirche: auf romanischem Vorgängerbau errichtete langgestreckte Saalkirche, Feldsteinbau mit dreiseitigem Ostschluss und querrechteckigem Westturm, Saal mit Satteldach, Turm mit Walmdach - Kriegerdenkmal für die Gefallenen des Ersten Weltkrieges: grob behauene Granitstele mit abschließendem, herausgemeißeltem eisernen Kreuz, Inschrift „1914–1918 unseren im Weltkriege gefallenen Söhnen. Die dankbare Gemeinde Kossa“, mittig gegossene Eisenplatte mit den Namen der Verstorbenen, umwunden von Lorbeerkranz und Medaillon (unkenntlich) - Gedenkstätte: scharrierter, sich nach oben verjüngender Kunststeinpfeiler, Inschrift „Nicht schweigen dürfen wir der Toten Mahnung / nicht vergessen damit uns Frieden bleibt“, stehend, links daneben schwarze Granitplatte mit Inschrift „Todesmarsch der KZ-Häftlinge der Lager Neu-Stassfurt“ und ausführliche Inschrift in Französisch, halbrunde Anlage mit rötlichen Granitsteinen ausgelegt und zum Rand hin ansteigend, innerhalb der Anlage fünf unbeschriftete Grabplatten in Kunststein, Bepflanzung mit Koniferen und Rosen - zwei Grabplatten an der Südseite der Kirche (außen im Mauerwerk) in hochrechteckiger Form in Sandstein der Familie von Hohenthal, Carl Ernst... bezeichnet 1722, ... Freiherr von Hohenthal 1722–1767, eine Grabplatte mit bogenförmigem Abschluss an der Nordseite der Kirche (außen im Mauerwerk) mit lateinischer Inschrift, 17. Jahrhundert - Grabkapelle: für die Gutsherrenfamilie Brettschneider, 1903 auf Gruft von 1891 errichtet, in den 1930er Jahren restauriert, länglicher zweiachsiger Ziegelbau, verputzt, mit flachem Walmdach, rückseitig apsisartiger Anbau im 5/8 Schluss, architektonisch aufwändige und seltene Gestaltung im Neuklassizismus, mit Pilastergliederung und ägyptisierenden Formen, repräsentative Eingangsfront mit Eckrisaliten und Attika, von ionischen Pilastern getragenes Gebälk und konisch sich verjüngenden Portal mit auf Blattkonsolen aufliegender gerader profilierter Verdachung, zwischen den Pilastern hohe Palmenblätter, Stuckarbeit, Blumenfries in Architrav und in der Attika seitlich Lorbeerkränze mit Draperie und Palmenblättern, mittig eingehauener Schriftzug „Die Liebe höret nimmer auf“, seitlich geohrte Fenstergewände und gerade profilierte Verdachung - Einfriedung: unverputzte Backsteinmauer mit hohen Torpfeilern, teilweise auf Bruchsteinsockel | 08974078 |
|                                         | Auszugshaus mit Torhaus | Hauptstraße 27a (Karte)       | Ende 19. Jahrhundert | Zeittypischer Klinkerbau, von baugeschichtlicher und straßenbildprägender Bedeutung. Eingeschossiger Klinkerbau mit Querhaus, Satteldach, hoher Drempel, hohe Torbogeneinfahrt mit Hoftor und Segmentbogenabschluss, Gliederung mit Eckbetonung, Zahnschnittgurtgesims, Konsoltraufgesims in den Segmentbogen in Fenster und Tor in gelben Klinkern abgesetzt, originale Fenster mit Holzläden erhalten. | 08974070 |
| Direkt Bild zu diesem Denkmal hochladen | Scheune und Einfriedung | Hauptstraße 29, 29a (Karte)   | Ende 19. Jahrhundert | Als größte Scheune in Klinkerbauweise im Ort erhaltenswert, authentische Erscheinung, ortsbildprägende und baugeschichtliche Bedeutung. - roter Klinkerbau, Satteldach (Biberschwanzdeckung), Gliederungselemente in gelben Klinker (Segmentbögen und Konsoltraufgesims), drei Durchfahrten, Holztore teilweise erhalten, zwischen den Toren kleine Segmentbogenfenster, Hof geteilt - Einfriedung: rote Klinkerpfeiler, Sockel und Abschluss in gelbem Klinker | 08974076 |
| Direkt Bild zu diesem Denkmal hochladen | Pechmeiler | Teichhäuser 4 (Karte)         | 1922 | Eines der letzten Beispiele eines Pechmeilers mit technikgeschichtlicher Bedeutung. Runder Klinkerbau, teilweise verputzt, halbrunde Feueröffnungen, Anbau roter Klinker (ruinös) mit Pultdach. | 08974071 |
| Direkt Bild zu diesem Denkmal hochladen | Wohnhaus und Scheune eines Zweiseithofes | Teichhäuser 6 (Karte)         | 1. Hälfte 18. Jahrhundert, 19. Jahrhundert und später | Wohnhaus Obergeschoss Fachwerk, Scheune Lehmwellerbau, baugeschichtlich und wirtschaftsgeschichtlich von Bedeutung. - Wohnhaus: zweigeschossig, Satteldach (neu), Fachwerkobergeschoss mit alten Fenster (Lehmausfachung, verputzt), im Erdgeschoss (vermutlich Lehm) Erdgeschoss liegende Fenster, Vorhäuschen später - Lehmscheune: Bruchsteinsockel, Lehmwellerbau, Satteldach, Klinkertraufe, im Giebel altes Fenster, Giebelseite verputzt | 08974072 |

## Pressel
| Bild           | Bezeichnung                                                                                            | Lage                                 | Datierung                                                 | Beschreibung | ID       |
| -------------- | --- | ------------------------------------ | --------------------------------------------------------- | --- | -------- |
|                | Wohnhaus (Nr. 9a) und Mühle (Nr. 4a, 5) mit technischer Ausstattung                                    | Authausener Straße 4a, 5, 9a (Karte) | Um 1820 (Wohnhaus); 1937 (Mühle)                          | Mühle in weitgehend originaler Bausubstanz in straßenbildprägender Lage, baugeschichtlich und technikgeschichtlich von Bedeutung. - Wohnhaus: eingeschossiger Lehmwellerbau, Krüppelwalmdach, neues Zwerchhaus, Fachwerkgiebel, teilweise alte Fenster - Mühle: zweigeschossiger Putzbau, Klinkersockel, Mansardkrüppelwalmdach (Biberschwanzdeckung), Dachgauben, vorderseitig Fledermausgauben, originale Fenster, leichte Putzgliederung erhalten, vorderseitig Laderampe mit Hebevorrichtung und Vordach, Tafel bezeichnet mit 1937 „E. Kühne“ - seitlicher Anbau kein Denkmal. | 08974174 |
|                | Nördliches Wohnhaus, nordöstliches Seitengebäude mit Anbau und Torbogen des ehemaligen Erbrichtergutes | Dübener Straße 1a (Karte)            | Um 1800 (Wohnhaus); Mitte 19. Jahrhundert (Seitengebäude) | Markante Hofanlage in zentraler Lage, Zeugnis der ehemaligen Dorfstruktur, baugeschichtlich, ortsgeschichtlich und ortsbildprägend von Bedeutung. - Wohnhaus: zweigeschossiger Ziegelbau auf Backsteinsockel, verputzt, Krüppelwalmdach, Giebel vermutlich in Fachwerk, Fenster neu, außen an der Hofgiebelseite original, vorderseitig turmartiger oktogonaler Anbau mit schmalen, schlitzartigen Fenstern, profilierte Holztraufe original, rückseitiger Eingangsbereich verändert - Seitengebäude: zweigeschossig, verputzt, Walmdach (Biberschwanzdeckung) mit einseitigem Krüppelwalm, abgefaste Ecke, Fensterachsen versetzt, Sprossung original, teilweise Schlagläden vorhanden, Putzgliederung mit Bändern, Traufe mehrfach profiliert und teilweise gekehlt, hofseitig eingezogener Eingangsbereich mit drei Bogenarkaden, originale Tür und Granitstufenplatten innen über dem Portal, Sandsteintafel mit Initiale „G.G.“ und Jahreszahl „1930“ - Anbau (bezeichnet mit 1929): zweigeschossig, Ziegelbau, verputzt, Satteldach, hofseitig turmartiger Eckbau mit oktogonalem Halbgeschoss und Zeltdach, große Laderampe mit Speicherluke und seitlich quadratförmigen Fenstern, straßenseitig breite querrechteckige Fenster, originale Putzreste (Graupel oder Patchputz) und profilierte, geputzte Traufe, in Ecke Sandsteintafel mit Initialen und Jahreszahl „1929“ eingelassen - zwischen Anbau und Seitengebäude kleiner eingeschossiger Bau mit Austritt - Toranlage mit weit überspannendem Bogen zwischen den Gebäuden, in Ziegel verputzt, überdacht, mit Biberschwanz in Kronendeckung - Hofpflaster aus kleinen Bruchsteinen im Hofeinfahrtsbereich original erhalten | 08974168 |
|                | Nördliche Scheune eines Bauernhofes                                                                    | Dübener Straße 6 (Karte)             | Um 1900                                                   | Stattliche rote Klinkerscheune im Ortskern, baugeschichtlich, wirtschaftsgeschichtlich und straßenbildprägend von Bedeutung. Bruchsteinsockel, Satteldach (Biberschwanzdeckung), Pilastergliederung und abgetrepptes Traufgesims in gelbem Klinker, floraler Formsteinfries (Blätter in blau), Korbbogen der zwei Toreinfahrten, Holztore. | 08974171 |
|                | Ehemaliges Pfarrhaus                                                                                   | Eilenburger Straße 2 (Karte)         | Um 1780                                                   | Obergeschoss hofseitig Fachwerk, rückseitig verputzt, baugeschichtlich und ortsgeschichtlich von Bedeutung. Zweigeschossiger Putzbau, Krüppelwalmdach, hofseitig Sichtfachwerk im Obergeschoss, mit neuem Vorhäuschenanbau, Giebelseiten in Ziegel, neue Fenster, teilweise mit Rollladen. | 08974179 |
| Weitere Bilder | Denkmal für die Gefallenen des Ersten Weltkrieges                                                      | Eilenburger Straße 3 (vor) (Karte)   | 1921                                                      | Ortsgeschichtlich von Bedeutung. Sich nach oben verjüngender Pfeiler aus Porphyrtuff, auf heller Granitplatte Abschluss mit Lorbeerkranz und Helm, vorderseitig herausgearbeitetes Eisernes Kreuz und Girlande, im Sockelbereich allseitig Granitplatten angebracht mit den Namen der Gefallenen des Ersten Weltkrieges, vorderseitig Inschrift „Die Toten des 1. und 2. Weltkrieges mahnen uns“ (neu), Anlage mit erhöhtem Podest (Granitplatten mit Treppenzugang). | 08974169 |
|                | Östliche Scheune eines Bauernhofes                                                                     | Eilenburger Straße 7 (Karte)         | Um 1900                                                   | Regionaltypischer Lehmwellerbau, baugeschichtlich, wirtschaftsgeschichtlich und straßenbildprägend von Bedeutung. Massiv, Lehmwellertechnik, Satteldach, Bruchsteinklinkersockel, Giebel und Traufe in Klinker, rückseitig große Holztore, Anbau mit Fachwerkkonstruktion über dem Tor, hofseitig später angeschleppt mit Vorbau. | 08974178 |
| Weitere Bilder | Ehemaliges Neues Herrenhaus (sogenanntes Schloss) des Erbrichtergutes                                  | Falkenberger Straße 3 (Karte)        | 1910–1911                                                 | Außerhalb der Gutsanlage errichteter villenartiger Putzbau mit seitlichem Turm und verandenartigem Windfang am Eingangsbereich zur Gartenseite, baugeschichtlich und ortsgeschichtlich von Bedeutung. Zweigeschossig, Klinkersockel, Krüppelwalmdach (Biberschwanzdeckung), geputzte Fensterfaschen, mit Dreieck- und Rundbogenverdachungen, seitlich oktogonaler Turm mit spitzem Zeltdach, Mittelrisalit mit Rundbogenfenstern, Vorhäuschen mit geschwungenem Walmdach (originale Spitzbogenfenster), Segmentbogenportal original, rückseitig großer Seitenrisalit mit Runderker (Holztraufe) auf genuteten Säulen, Putzspiegel in den Brüstungsfeldern, Fenster erneuert, Ausstattung: original schmiedeeisernes Treppengeländer (umlaufend zu Art Balustrade), originale Türen. | 08974181 |
|                | Wohnhaus und Einfriedung                                                                               | Gasse 2 (Karte)                      | 1803                                                      | Obergeschoss Fachwerk, Giebel massiv, Krüppelwalmdach, baugeschichtlich von Bedeutung. - Wohnhaus: Bruchsteinsockel, Erdgeschoss und beide Giebelseiten nachträglich massiv in Ziegel, Obergeschoss Fachwerk (Ziegelausfachung), Krüppelwalmdach mit Biberschwanzdeckung, Haustür um 1920, Fenstergewände im Erdgeschoss Sandstein, Holztraufe, Eckbossierung in Sandstein, vermutlich ehem. Oberförsterei - Einfriedung: Betonsteinsockel und -pfeiler, schmiedeeiserner Zaun, Holztor | 08974173 |
| Weitere Bilder | Spritzenhaus und Schlauchturm                                                                          | Hinterhäuser (Karte)                 | Um 1920/1925                                              | Zeittypisches Spritzenhaus mit späterer Erweiterung und Schlauchturm mit straßenbildprägender Wirkung, baugeschichtlich und ortsgeschichtlich von Bedeutung. - Spritzenhaus: eingeschossig, Satteldach, Mauerwerk aus gegossenen Betonsteinbossen, originale Fenster - Schlauchturm: dreietagig, mit großen Lukentüren, holzverkleidet, Pyramidendach (geschwungen), Wetterfahne | 08974176 |
|                | Häuslerhaus                                                                                            | Hinterhäuser 16 (Karte)              | Um 1800 und später                                        | Eingeschossiges Fachwerkgebäude mit Drempel und Satteldach, baugeschichtlich und sozialgeschichtlich von Bedeutung. Giebel neu verbrettert, Vorhaus später, Fensterformate etwas vergrößert, ein liegendes Fenster. | 08974177 |
| Weitere Bilder | Kirche mit Ausstattung, Kirchhof und Einfriedungsmauer                                                 | Torgauer Straße 1a (Karte)           | 1856/1858 (Kirche); 1910 (Orgel); 16. Jahrhundert (Taufe) | Historistische Saalkirche, Backsteinbau mit halbrunder Apsis und hoch aufragendem Westturm, baugeschichtlich, ortsgeschichtlich und ortsbildprägend von Bedeutung. - Saalkirche: Backsteinbau mit halbrunder Apsis, hoher, schlanker Westturm über quadratischem Grundriss, im Obergeschoss oktogonal, Zeltdach, 1995 restauriert, neues Dach (Biberschwanzdeckung) mit Fledermausgauben, spätromantische Orgel von Wilhelm Rühlmann, 1910 - Einfriedung: roter Backstein, größtenteils verputzt, an zwei Ausgängen Pfeiler | 08974180 |
| Weitere Bilder | Gedenkstein für Gustav Kögel                                                                           | Ziegeleistraße 5 (neben) (Karte)     | Bezeichnet mit 1996                                       | Ortshistorische Bedeutung, grob behauene Granitstele auf Granitsockel, Kupferplatte mit Bildnis von Gustav Kögel, Inschrift „Aus Pressel umwanderte als erster Mensch von 1894–1896 unseren Erdball“, bezeichnet mit „DK 96“, Anlage mit Granitsteinen ausgelegt und bepflanzt | 08974172 |

## Pristäblich
| Bild           | Bezeichnung                                                                                         | Lage                  | Datierung                                                             | Beschreibung | ID       |
| -------------- | --------------------------------------------------------------------------------------------------- | --------------------- | --------------------------------------------------------------------- | --- | -------- |
| Weitere Bilder | Kirche mit Ausstattung, Kirchhof, Denkmal für die Gefallenen des Ersten Weltkrieges und Einfriedung | Ringstraße (Karte)    | 1688–1695, im Kern älter (Kirche); nach 1918 (Kriegerdenkmal)         | Barocke Saalkirche, Putzbau mit dreiseitigem Ostschluss und Westturm, baugeschichtlich und ortsgeschichtlich von Bedeutung. - lang gestreckte Saalkirche: auf vermutlich älterem Vorgängerbau errichteter, verputzter Backsteinbau mit dreiseitigem Ostschluss und eingestelltem Westturm über quadratischem Grundriss, oktogonalem Obergeschoss und geschweifter Haube, hohes Satteldach, südlich zweigeschossiger Anbau mit Sakristei und Patronatsloge, nördlich kleiner Fachwerkvorbau, Fenster vermutlich 1845 vergrößert - Kriegerdenkmal für die Gefallenen des Ersten Weltkrieges: grob behauener Granitstein auf blockartigem Sockel von Adlerskulptur bekrönt, Inschrift „1914–1918“, die Namen der Gefallenen und weitere Inschrift „Dem Andenken ihrer im Weltkrieg gefallenen Helden gewidmet von der dankbaren Gemeinde Pristäblich. Treu bis in den Tod!“, eisernes Kreuz oberhalb als Relief eingearbeitet - Einfriedung: verputztes Ziegelmauerwerk mit Abdeckung                                                                                     | 08974057 |
|                | Wohnhaus mit Stallanbau eines Zweiseithofes                                                         | Ringstraße 4 (Karte)  | Um 1902                                                               | Regionaltypischer Klinkerbau in straßenbildprägender Lage, baugeschichtlich von Bedeutung. Zweigeschossiger gelber Klinkerbau mit Satteldach (Biberschwanzdeckung), auf Granitsockel, Segmentbogenfenster, Gliederung mit Bändern, Sohlbankgesims, gestuftem Konsoltraufgesims und linearen Segmentbogenverdachungen im Obergeschoss mit Akroterienbesatz in braunen Klinkerformsteinen, im Erdgeschoss plastischer Schlussstein im Portal in Form eines Fruchtgehänges, in den Fenstern in Diamantform, Tür und Fenster neu, originales Oberlicht im Portal, eine Giebelseite und Rückseite verputzt, Seitengebäude als Stall mit Lukentür zur Straße und zwei Stallfenstern, innen originale Fußbodenfliesen im Hausflur. | 08974053 |
|                | Wohnhaus eines Vierseithofes                                                                        | Ringstraße 16 (Karte) | Um 1905                                                               | Regionaltypischer, in Platzlage ortsbildprägender Klinkerbau mit seltener Tordurchfahrt und originaler Bausubstanz, baugeschichtlich von Bedeutung. Zweigeschossiger gelber Klinkerbau mit Satteldach (Biberschwanzdeckung), auf Granitsockel, Segmentbogenfenster mit Birnstabgewänden, diamantierte Schlusssteine im Erdgeschoss, lineare Verdachungen und Akroterienbesatz im Obergeschoss, Gliederung mit Trauf-, Gurtgesims und Bändern in braunen Klinkern, mittig große Korbbogendurchfahrt mit originalem Holztor (Oberlicht mit originaler Gitterstabteilung), Schlussstein mit plastischem Löwenkopf, Fenster im Erdgeschoss original, im Obergeschoss neu. | 08974056 |
|                | Wohnhaus, Auszugshaus und Toranlage eines Dreiseithofes                                             | Ringstraße 17 (Karte) | Um 1905                                                               | Regionaltypische, giebelständige Klinkerbauten in originaler authentischer Erscheinung, baugeschichtlich und ortsbildprägend von Bedeutung. Zweigeschossiger gelber Klinkerbau mit Satteldach auf Granitsockel, Segmentbogenfenster mit Birnstabgewänden in roten Klinkerformsteinen, im Giebel Zwillingsrundbogenfenster, Konsoltraufgesims, Konsolgiebelfries, Sohlbänke und Fenster neu, Seitengebäude (Auszugshaus) in rotem Klinker mit Satteldach (Biberschwanzdeckung), Segmentbogenfenster, im Giebel Zwillingsfenster, Rundbogenfenster auf gemeinsamer Sohlbank, Treppengiebelfries, Türen mit geteilten Oberlichtern, Einfriedung: roter Klinker mit Mauer, Torpfeiler und Torbogen, oberer Abschluss mit Deutschem Band und Abdeckplatten (teilweise in Kunststein) Holztor neu. | 08974063 |
|                | Auszugshaus eines Vierseithofes                                                                     | Ringstraße 18 (Karte) | Um 1900                                                               | Regionaltypischer, giebelständiger Klinkerbau mit qualitätvoller Fassade in originaler authentischer Erscheinung, baugeschichtlich und straßenbildprägend von Bedeutung. Eingeschossiger, roter Klinkerbau mit Drempel, Satteldach (Biberschwanzdeckung), auf Bruchsteinsockel, Segmentbogenfenster und -türen, Gliederung mit umlaufendem Zahnschnittgurtgesims, Konsoltraufgesims und im Giebel mit Konsolfries, im Giebel originale Fenster mit Fensterläden und linearen Segmentbogenverdachungen, die Ecken lisenenartig akzentuiert, im Erdgeschoss Schlagläden. Haus und Scheune kein Denkmal. | 08974064 |
|                | Wohnhaus eines ehemaligen Dreiseithofes und Einfriedung des Vorgartens                              | Ringstraße 22 (Karte) | Um 1900                                                               | Regionaltypischer, giebelständiger Klinkerbau mit qualitätvoller Fassade in originaler authentischer Erscheinung, baugeschichtlich und straßenbildprägend von Bedeutung. - Bauernhaus: eingeschossiger gelber Klinkerbau mit Satteldach (Biberschwanzdeckung), Segmentbogenfenster (teilweise blind), (original mit Profilierung und Fensterläden im Erdgeschoss), im Drempel kleine Segmentbogenfenster, im Giebel originale Fenster mit linearen Verdachungen und Sohlbänken in roten Klinkerformsteinen, auf Konsolen aufsitzend, originale Tür, Vordach neu - Einfriedung des Vorgartens: Klinkersteine und geschmiedeter Einsenstabzaun, Enden in Pfeilspitzenform. | 08974058 |
|                | Wohnhaus, daran angebautes Seitengebäude und Einfriedung eines Vierseithofes                        | Ringstraße 25 (Karte) | Bezeichnet mit 1921 (Bauernhaus); bezeichnet mit 1925 (Seitengebäude) | Regionaltypischer Klinkerbau mit qualitätvoller Fassadengestaltung mit singulärer Stellung im Ort, baugeschichtlich und ortsbildprägend von Bedeutung. - Bauernhaus: zweigeschossiger gelber Klinkerbau mit Satteldach (Biberschwanzdeckung) auf Granitsockel, Segmentbogenfenster, die Mittleren breiter, Akzentuierung der Mittelachse, in roten Klinkern Lisenengliederung und vertieft eingelassene Brüstungsfelder mit Kreuzornament in braun glasierten Klinkersteinen, im Erdgeschoss Fensterläden - Stall: gelber Klinkerbau mit Satteldach, Türen mit Oberlicht, Fenster und Speicherluken mit Segmentbogen - Einfriedung: roter Klinker mit Pfeiler und Mauer, Tor neu | 08974062 |
|                | Wohnhaus                                                                                            | Ringstraße 27 (Karte) | Um 1900                                                               | Regionaltypischer Klinkerbau mit straßenbildprägendem Giebel, baugeschichtlich von Bedeutung. Zweigeschossiger gelber Bau mit Satteldach, auf Granitsockel, Segmentbogenfenster, Gliederung mit zahlreichen Gesimsen und Bändern in roten Klinkern, Zickzackgiebelfries mit Formsteinen, lineare Segmentbogenverdachungen der Fenster mit Akroterienbesatz im Obergeschoss, in den Brüstungsfeldern ornamentaler Schmuck, Vorhaus und Fenster neu. | 08974061 |
|                | Auszugshaus, Scheune und Einfriedung eines Vierseithofes                                            | Ringstraße 32 (Karte) | 2. Hälfte 19. Jahrhundert                                             | Die ursprüngliche Dorfstruktur repräsentierende, regionaltypische Lehmwellerbauten in markanter Lage gegenüber der Kirche, baugeschichtlich und wirtschaftsgeschichtlich von Bedeutung. - Wohnstallhaus (Auszugshaus): eingeschossiger Lehmwellerbau mit Satteldach (teilweise Biberschwanzdeckung), Giebelseite in Ziegel, verputzt, hofseitig teilweise Holzgewände, teilweise in Ziegel, Segmentbogenabschluss in einzelnen Fenstern und Tor, Traufe in Lehm - Scheune: massiver Lehmwellerbau mit Satteldach und großem hölzernem Tor; zwischen 2013 und 2015 abgerissen - Einfriedung in roten Klinkern mit Pfeilern, Torbogen und Mauer | 08974060 |
| Weitere Bilder | Pfarrhaus mit Einfriedung                                                                           | Ringstraße 34 (Karte) | 1852                                                                  | Regionaltypischer Klinkerbau mit übergiebeltem Mittelrisalit, qualitätvolle Architektur mit singulärer Stellung im Ortsbild, baugeschichtlich und ortsgeschichtlich von Bedeutung. - Pfarrhaus: eingeschossiger roter Klinkerbau mit Satteldach (Biberschwanzkronendeckung) auf Granitsockel, Segmentbogenfenster, Drillingsrundbogenfenster in den Giebelseiten, Ecklisenen,´Sockelbereich verputzt, Mittelrisalit mit Zwerchhaus, im Giebel Drillingsrundbogenfenster, Ecklisenen mit Nutung und Podesten, Rundbogenportal, Tür und Fenster neu - Einfriedung mit quadratischen Sandsteinpfeilern und Abdeckplatte mit stumpfpyramidalem Abschluss | 08974059 |
| Weitere Bilder | Herrenhaus des ehemaligen Rittergutes                                                               | Ringstraße 40 (Karte) | 1660/1661 (Dendro)                                                    | Gut erhaltener Renaissancebau mit späteren Umbauten, baugeschichtlich und ortsgeschichtlich von Bedeutung. Zweigeschossiger massiver Ziegelbau, verputzt, Satteldach mit Zwerchhaus (schöne Gliederung mit Lisenen und verkröpften Gesimsen), seitlicher Anbau mit abgefasten Ecken (vermutlich ehem. Treppenturm), rückseitig über zwei Geschosse führende Aborterker, im Erdgeschoss originale Renaissancegewände in Sandstein, barocke Erweiterung um zwei Achsen und Einbau großer Rundbogenfenster im Obergeschoss, rückseitig originales Rundbogenportal in Sandstein, in den älteren Teilen kräftig profilierte Gesimse, innen originales Treppenhaus mit Kreuzgratgewölben und mittig freistehender Säule (vermutlich Porphyrtuff), weiter Gurtbogen, originale Holztreppe mit geschwungenem Handlauf und Docken, Holzstufen, seitlich neben der Tür hoher Nischenschrank mit geschweiftem Giebel (vermutlich original 19. Jahrhundert). Umbau der Räume, Türen alle neu, Zustand sanierungsbedürftig. Wirtschaftsgebäude (Ende 19. Jahrhundert) kein Denkmal. | 08974050 |

## Tabellenlegende
- Bild: Bild des Kulturdenkmals, ggf. zusätzlich mit einem Link zu weiteren Fotos des Kulturdenkmals im Medienarchiv Wikimedia Commons. Wenn man auf das Kamerasymbol klickt, können Fotos zu Kulturdenkmalen aus dieser Liste hochgeladen werden:
- Bezeichnung: Denkmalgeschützte Objekte und ggf. Bauwerksname des Kulturdenkmals
- Lage: Straßenname und Hausnummer oder Flurstücknummer des Kulturdenkmals. Die Grundsortierung der Liste erfolgt nach dieser Adresse. Der Link (Karte) führt zu verschiedenen Kartendiensten mit der Position des Kulturdenkmals. Fehlt dieser Link, wurden die Koordinaten noch nicht eingetragen. Sind diese bekannt, können sie über ein Tool mit einer Kartenansicht einfach nachgetragen werden. In dieser Kartenansicht sind Kulturdenkmale ohne Koordinaten mit einem roten bzw. orangen Marker dargestellt und können durch Verschieben auf die richtige Position in der Karte mit Koordinaten versehen werden. Kulturdenkmale ohne Bild sind an einem blauen bzw. roten Marker erkennbar.
- Datierung: Baubeginn, Fertigstellung, Datum der Erstnennung oder grobe zeitliche Einordnung entsprechend des Eintrags in der sächsischen Denkmaldatenbank
- Beschreibung: Kurzcharakteristik des Kulturdenkmals entsprechend des Eintrags in der sächsischen Denkmaldatenbank, ggf. ergänzt durch die dort nur selten veröffentlichten Erfassungstexte oder zusätzliche Informationen
- ID: Vom Landesamt für Denkmalpflege Sachsen vergebene, das Kulturdenkmal eindeutig identifizierende Objekt-Nummer. Der Link führt zum PDF-Denkmaldokument des Landesamtes für Denkmalpflege Sachsen. Bei ehemaligen Kulturdenkmalen können die Objektnummern unbekannt sein und deshalb fehlen bzw. die Links von aus der Datenbank entfernten Objektnummern ins Leere führen. Ein ggf. vorhandenes Icon  führt zu den Angaben des Kulturdenkmals bei Wikidata.